# Переселенческий пункт (Новониколаевск)
Переселенческий пункт — врачебно-питательный пункт Переселенческого управления для помощи переселенцам, открытый в 1895 году  на правом берегу Оби (сейчас — территория Железнодорожного района Новосибирска).

## История

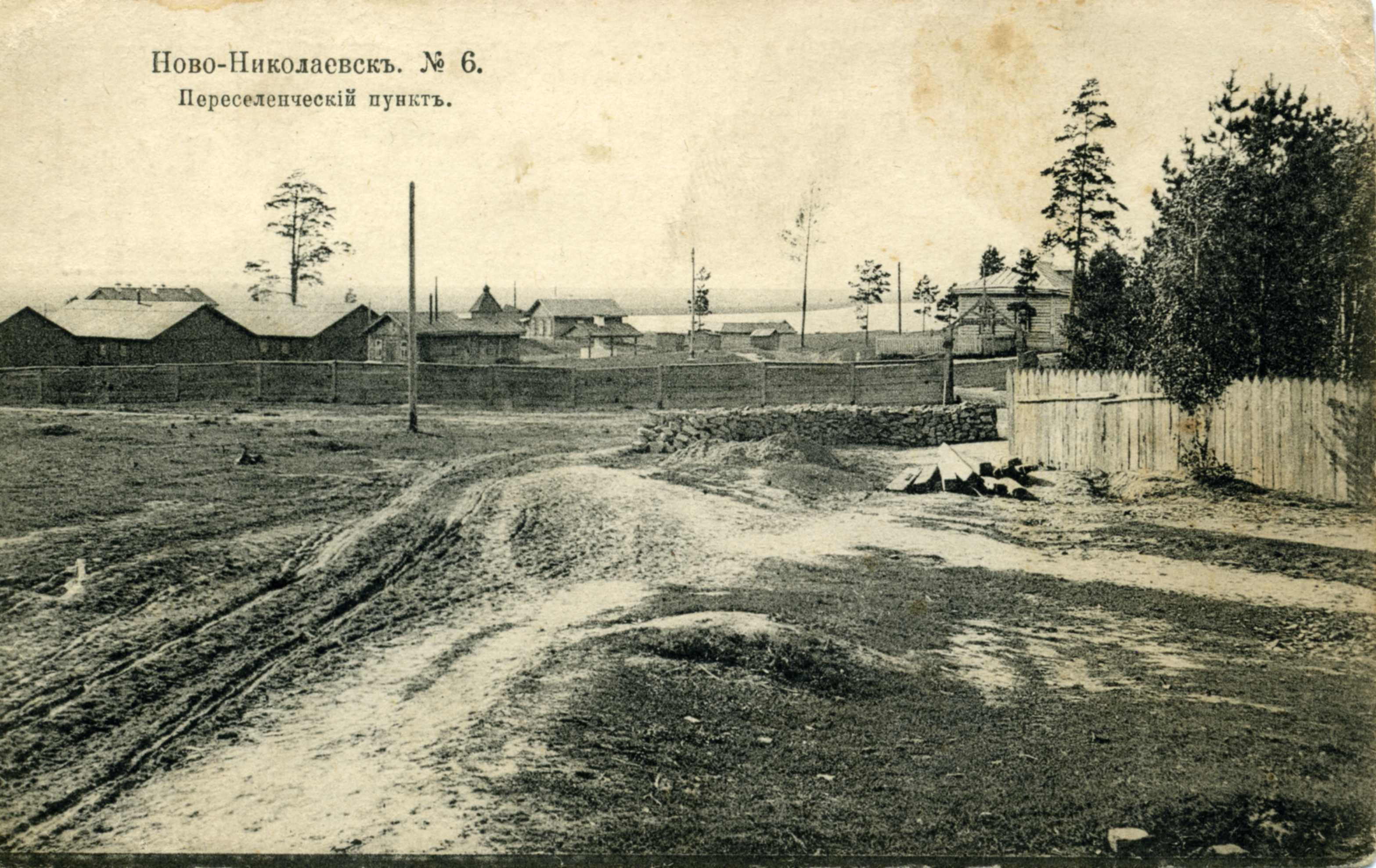

После голода 1891—1892 годов российское правительство с 1893 года начало развивать сеть стационарных точек в помощь переселенцам. Одна из таких точек была создана и на территории Ново-Николаевского поселения. Переселенческий пункт был построен около железнодорожной станции Обь (сейчас — Новосибирск-Главный) в сосновом бору. С северной стороны к нему примыкала территория Большой Нахаловки, с западной — река Обь, с востока ограничивала Владимировская улица.
Переселенцы жили в огороженных забором бараках, рядом с которыми размещался медицинский пункт. Также здесь располагались столовая, склад сельскохозяйственных машин, хозяйственные постройки и контора переселенческого чиновника.
В 1896 году в Переселенческом пункте работали ссыльные студенты Омельченко и Гордеев, фельдшер Камаева и выпускница Московской фельдшерской школы А. С. Голубкина (1860—1932), которая была близко знакома с писателем-народником Г. А. Мачтетом. В этом году на территории пункта была организована амбулатория со стационарным отделением, в которой трудились врачи А. А. Щепетильников и А. А. Бакун. Здесь работала одна из трёх аптек посёлка.
С 20 июня по 2 августа 1900 года на территории пункта под руководством женщины-врача Р. В. Путята-Кершбаум действовала глазная лечебница на 30 коек.
В 1902 году здесь организуется марксистский кружок, в состав которого входили М. И. Дубровина, высланная за участие в «Союзе борьбы за освобождение рабочего класса», бывший студент Казанского ветеринарного института и будущий видный деятель Сибирского союза РСДРП Н. И. Самойлович, сосланный в Ново-Николаевск к родителям, ссыльные В. Солдатов (также проходил обучение в Казанском ветеринарном институте), Е. А. Померанцев, врач Беляев, акушерка Е. Гордеева.
В 1905 году учительница К. С. Полянская, входившая в состав Обской группы, в колодце Переселенческого пункта прятала нелегальную литературу, а в 1908 году здесь скрывали типографию Обской группы РСДРП.
В 1910 году Переселенческий пункт посетил Министр внутренних дел Российской империи П. А. Столыпин.
В годы Первой мировой войны в Переселенческом пункте принимались беженцы.
В настоящее время на территории бывшего переселенческого пункта находятся Дорожная клиническая больница и улицы частного сектора.

## Интересные факты
В журнале «Сибирские вопросы» от 8 сентября 1911 года был описан случай самовольного суда, основанного на суеверии. На территории переселенческого пункта крестьянка украла у человека пряжу, после чего потерпевший обратился к старосте, который для «расследования» этого случая сделал специальную дугу и присоединил к ней заряженное ружьё с капсюлем, поднятым на шпильку. По замыслу старосты потерпевший должен был пролезть через дугу, и если в этот момент ружьё выстрелило бы в подозреваемую, то это означало бы, что она действительна совершила кражу. Но после того, как потерпевший пролез через дугу, выстрела не произошло, и пряжу вернули крестьянке.